# ایتالو آلودی
ایتالو آلودی (انگلیسی: Italo Allodi; ۱۳ آوریل ۱۹۲۸ – ۳ ژوئن ۱۹۹۹) بازیکن فوتبال اهل ایتالیا بود.
از باشگاه‌هایی که در آن بازی کرده‌است می‌توان به باشگاه فوتبال پارما اشاره کرد.